# Dooabia plana
Dooabia plana là một loài bướm đêm trong họ Geometridae.